# Macaria brunneata
Macaria brunneata, conocida como la mariposa medidora de Rannoch, es una polilla perteneciente la familia Geometridae, descrita por primera vez por Carl Peter Thunberg en 1784. Se encuentra en Siberia, Japón, las zonas septentrionales y montañosas de América del Norte y en toda Europa, aunque en Gran Bretaña se limita, en gran parte o totalmente, a los bosques maduros del centro de Escocia.

## Descripción
Es una polilla mediana con una envergadura es 25 a 30 milímetros (1 a 1,2 plg). Las alas son de color amarillo ocre, densamente salpicadas en el macho y más claras en la hembra. Esta es la única Macaria con alas de color marrón ocre uniformes. El dorso del macho es indistinto, mientras que el de la hembra es nítido y distintivo. Las alas anteriores presentan cuatro manchas parduscas en el borde anterior, de las cuales emergen dos o tres líneas transversales, rara vez más. Las alas posteriores presentan dos o tres líneas transversales, a menudo más o menos oscuras. El cuerpo es del mismo color de las alas.
El huevo es ovalado, rosado, con una marcada reticulación hexagonal y pequeñas verrugas blancas en los ángulos. La oruga, de color verde a rojo violáceo, presenta líneas dorsales secundarias distintivas.

## Distribución
La polilla se distribuye ampliamente por el Holártico. Habita principalmente en regiones templadas frías del norte de Europa y en regiones montañosas de Europa central y el sur de Europa. En Europa central, la especie abunda ocasionalmente, especialmente en las cordilleras bajas y los Alpes, así como en las turberas bajas. En la península ibérica se ubica principalmente en la zona alpina de los pirineos de Aragón, Andorra y Cataluña.
En América, se distribuye desde Alaska hasta Terranova y Labrador y, al sur, hasta Nueva Inglaterra, Míchigan y Wyoming. Como su nombre (en inglés) lo indica, se limita a las zonas boscosas maduras del centro de Escocia, aunque también se presenta ocasionalmente como migrante, principalmente en el este de Inglaterra. 
En la Rusia asiática se encuentra distribuida en los montes Urales, la península de Kamchatka, Magadán y el Krai de Primorie. En Asia se ha descrito en Mongolia, Corea y Japón.
Desde 2009, se ha registrado un aumento en el número de registros en Sussex, Yorkshire y otras localidades, lo que ha suscitado sospechas de la existencia de una población reproductora local en la zona o de migraciones de grandes cantidades de individuos. Sin embargo, en otras zonas, especialmente en las calizas, es relativamente rara o está completamente ausente en algunas regiones. En los Alpes, alcanza alturas de hasta 2000 metros.

## Ciclo de vida

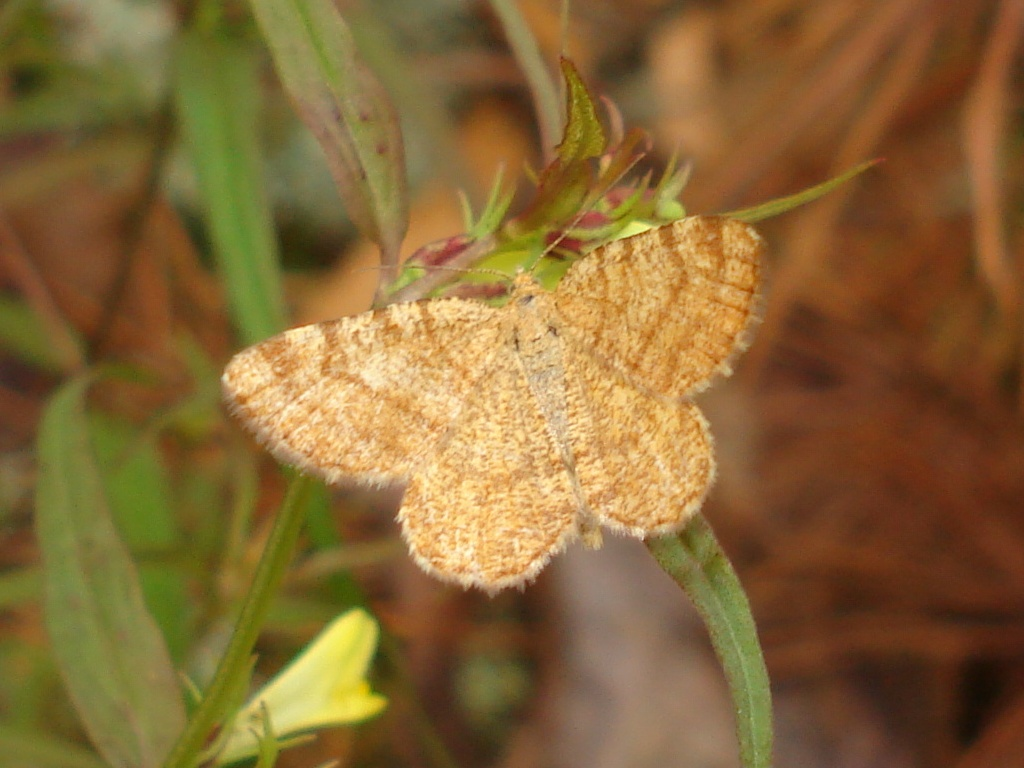
Macaria brunneata con las alas abiertas.

Vuela de día y, cuando descansa, suele mantener las alas cerradas como una mariposa. La especie vuela de mayo a julio en bosques de arándanos, turberas, claros, brezales y claros, vuela en junio y julio en Gran Bretaña y en julio y agosto en Norteamérica. Como esto no deja mucho tiempo para que las etapas inmaduras se desarrollen antes de que llegue el invierno, los huevos puestos en julio suelen permanecer inactivos durante el invierno antes de eclosionar en abril del año subsiguiente. Las orugas luego se alimentan rápidamente de los brotes jóvenes de arándano y pupan a tiempo para que los adultos emerjan en junio.
La oruga se alimenta de arándanos o moras de los pantanos, la gayuba, en América del Norte, y con menos frecuencia de sauces, especialmente sauce cabruno y sauce espigado. En los bosques de arándanos, las orugas pueden ocasionalmente causar defoliación. El huevo hiberna. Pupa en el suelo. Otros huéspedes reportados incluyen el álamo temblón, el abedul de papel y la baya de búfalo. El álamo temblón y el abedul probablemente sean solo huéspedes ocasionales o accidentales.